# Festival Sonisphere
Sonisphere Festival byl putovní hudební festival, který se konal v Evropě mezi červnem a srpnem. První ročník se konal v roce 2009. Na tomto festivalu hrály i skupiny Iron Maiden, Metallica, Mötley Crüe nebo Slayer.

## 2010

### Česká republika
- Letiště Milovice 19. červen 2010; hlavní host byla Metallica.

Skupiny:
- Metallica
- Rise Against
- Slayer
- Stone Sour
- Alice in Chains
- Therapy?
- Megadeth
- Fear Factory
- Anthrax
- Volbeat
- DevilDriver
- Debustrol
- Panic Cell
- Shogun Tokugawa

## 2011

### Česká republika
- Pražské Výstaviště 11. červen 2011 (původně mělo být na letišti v Milovicích); hlavními letošními hosty budou heavymetalová legenda Iron Maiden a numetalová skupina Korn. Dále pak vystoupí mimo jiné švédští In Flames, jedna z prvních skupin hrajících melodický death metal.

Skupiny:
- Iron Maiden
- Korn
- Misfits
- In Flames
- Cavalera Conspiracy
- Mastodon
- Kreator
- Debustrol